# Haliclona mollis
Haliclona mollis är en svampdjursart som först beskrevs av Baer 1906.  Haliclona mollis ingår i släktet Haliclona och familjen Chalinidae. Inga underarter finns listade i Catalogue of Life.